# Mountains (LSD)
Mountains è un singolo del supergruppo LSD, pubblicato il 1º novembre 2018 come quarto estratto dal primo album in studio Labrinth, Sia & Diplo Present... LSD.
Il brano è stato scritto da Sia insieme a Timothy McKenzie.